# Ko Lanta
Ko Lanta (en tailandés: เกาะลันตา) también escrito "Koh Lanta" es un distrito (Amphoe) y un archipiélago en la provincia de Krabi, al sur de Tailandia.
El distrito fue creado en diciembre de 1901. El origen del nombre no está claro, pero puede provenir de la palabra javanesa lantas, el nombre de la isla fue cambiado oficialmente a "Ko Lanta" en 1917.
El distrito, situado a unos 70 km de la localidad de Krabi, está formada por dos islas principales, la más grande y poblada de Ko Lanta Yai (comúnmente conocida simplemente como Ko Lanta) y la más pequeña Ko Lanta Noi, así como varias islas menores.